# 费勒-坎塞
费勒-坎塞（法語：Ferreux-Quincey，法語發音：[fɛʁø kɛ̃sɛ]）是法国奥布省的一个市镇，属于塞纳河畔诺让区。该市镇于1972年由原市镇费勒（Ferreux）和坎塞（Quincey）合并而成。

## 地理
费勒-坎塞（48°27'2"N, 3°36'45"E）面积15.32 平方千米，位于法国大東部大區奥布省，该省份为法国中北部省份，北起马恩省，西接塞纳-马恩省，西南至约讷省，东南至科多尔省，东临上马恩省。
与费勒-坎塞接壤的市镇（或旧市镇、城区）包括：阿旺莱马西伊、塞纳河桥村、圣欧班、圣伊莱尔苏罗米伊、圣卢德比菲尼。

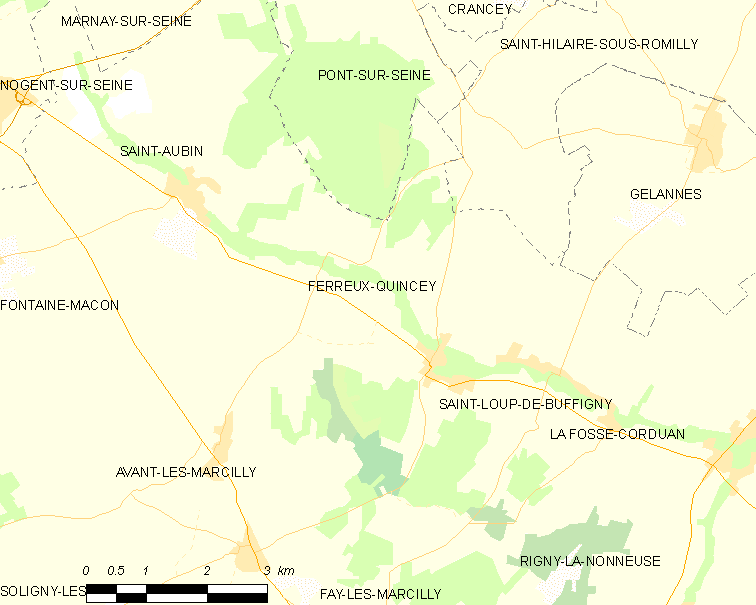
费勒-坎塞的OSM定位图

费勒-坎塞的时区为UTC+01:00、UTC+02:00（夏令时）。

## 行政
费勒-坎塞的邮政编码为10400，INSEE市镇编码为10148。

## 政治
费勒-坎塞所属的省级选区为塞纳河畔诺让县。

## 人口

1962-2008年间费勒-坎塞人口变化图示

费勒-坎塞于2022年1月1日时的人口数量为405人。